# Casbah de Béjaïa
Pour les articles homonymes, voir Casbah (homonymie).
La Casbah de Béjaïa est une citadelle gouvernementale d'époque médiévale de la ville de Béjaïa en Algérie. Elle est attenante à la vieille ville de Béjaïa.
La Casbah aujourd'hui est en cours de restauration depuis 2013.

## Histoire
La Casbah de Béjaïa fut construite par les Hammadides vers 1065, agrandie par les Almohades au milieu du XIIe siècle (vers 1154), puis remaniée par les Hafsides et les Espagnols lors de la prise de la ville en 1510. Elle est modifiée ensuite par les Ottomans et les Français.
La Casbah de Béjaïa a joué un rôle dans la transmission du savoir au Moyen âge, les séjours plus ou moins longs de personnalités scientifiques, et littéraires, versées dans tous les domaines de la connaissance. On citera entre autres : le mystique andalou Ibn Arabi ; le mathématicien italien Leonardo Fibonacci ; le philosophe catalan Raymond Lulle ; le philosophe et historien Ibn Khaldoun ; le poète sicilien Ibn Hamdis. Il en est de même pour les personnalités religieuses Sidi Boumediene, Sidi Bou-Saïd, Sidi Abderrahman et-Thaâlibi et les voyageurs chroniqueurs comme Al Idrissi ou Léon l'Africain.

## Description
La Casbah est de forme rectangulaire et occupe une surface d'environ deux hectares dont le plus grand côte s'étend sur 160 mètres sur un terrain en dénivelé de 22 mètres. Cette citadelle comporte plusieurs bâtiments d'époque berbère ou espagnole, puis de façon mineure, on relève des remaniements ottomans et enfin français.
La Casbah comporte:
- un fort, construit probablement à l'époque espagnole (XVIe siècle), il comporte une grande salle voûtée : probablement une poudrière;
- une mosquée, d'architecture berbère ancienne ; elle est probablement d'époque almohade et fut le lieu de prière du gouverneur almohade. Elle devint par la suite un lieu d'enseignement pour Ibn Khaldoun (XIVe siècle) et enfin la grande mosquée (Jamaa El-Kebir) durant la période de la régence d'Alger;
- un bâtiment de forme carrée, probablement d'époque espagnole, mais remanié ultérieurement par les Ottomans et les Français. Il comporte un patio et des galeries;
- Deux autres bâtiments datant du (XIXe siècle) présentant un intérêt culturel moindre que les précédents et qui doivent être réaménagés en centre culturel[2].

## Galerie

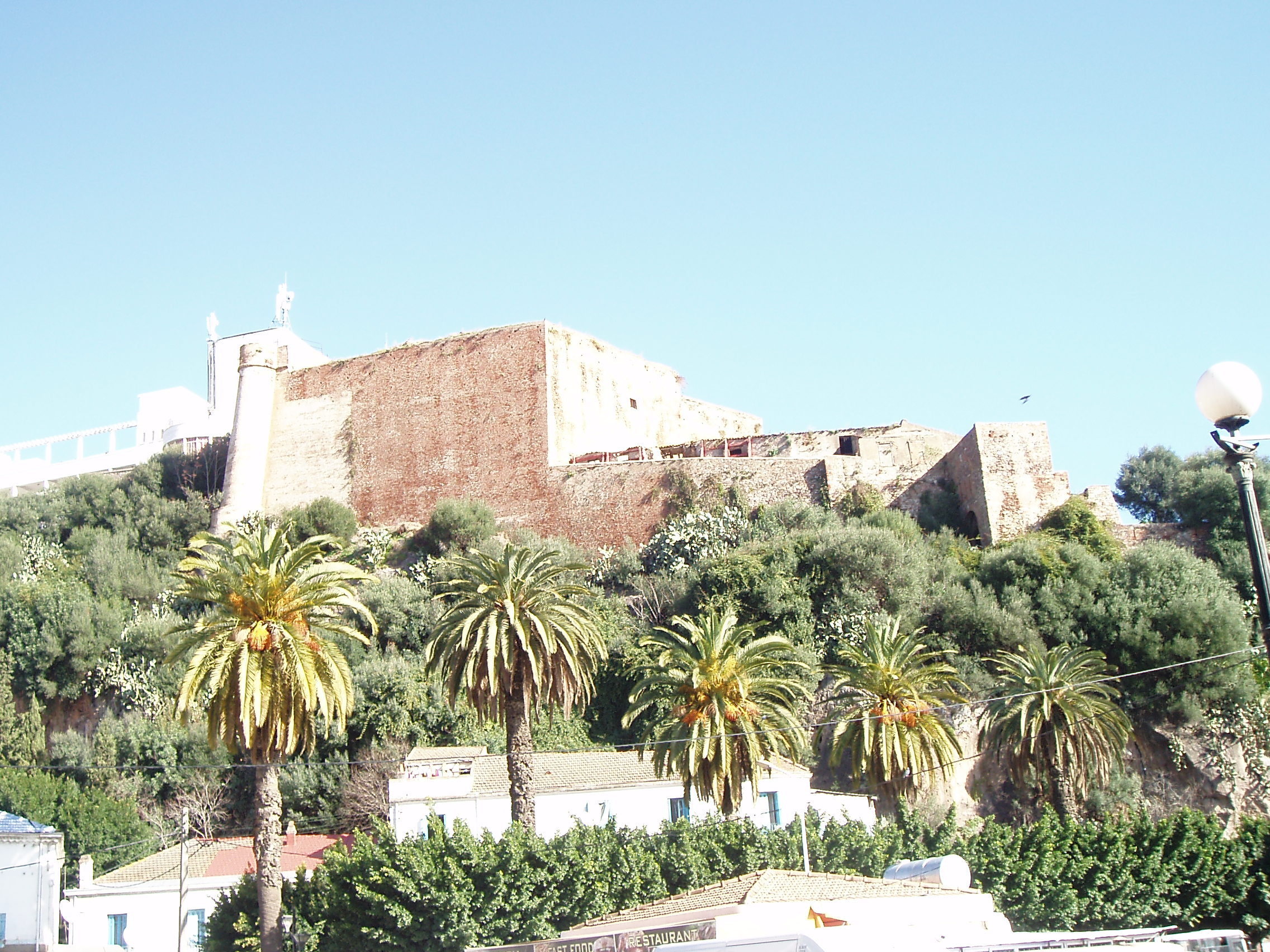
Vue de la Casbah de Béjaïa
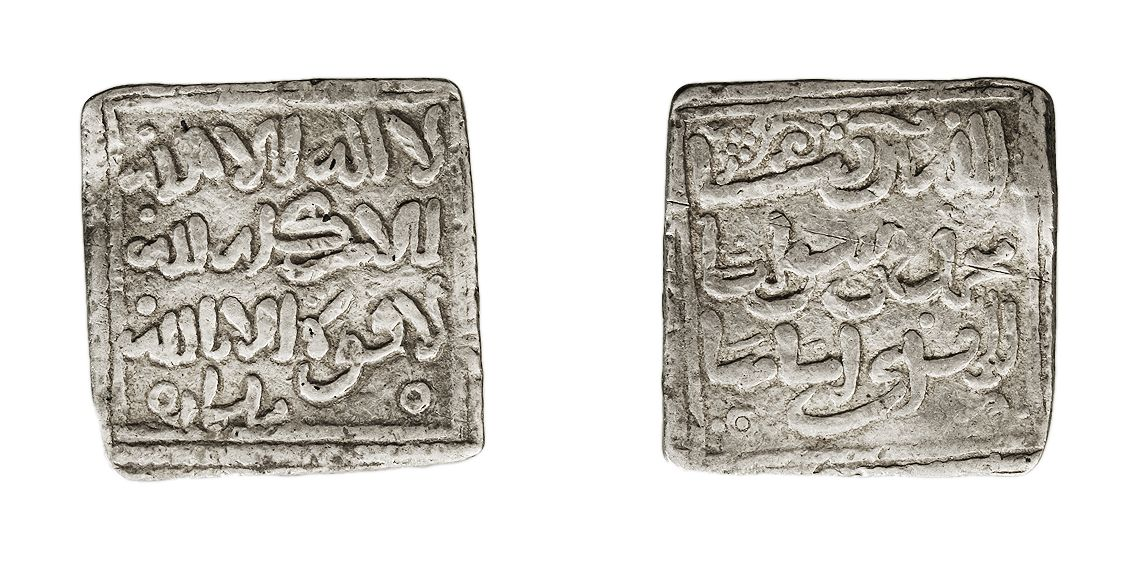
Monnaie almohade retrouvée dans la Casbah de Béjaïa